# Куліш Станіслав Костянтинович
Станісла́в Костянти́нович Кулі́ш (8 лютого 1989, Дніпропетровськ, СРСР) — український футболіст, нападник, відомий завдяки виступам у складі «Дніпра-1», кам'янської «Сталі», харківського «Металіста» та «Олександрії». Найкращий гравець Першої ліги України сезону 2014/15. Найкращий бомбардир Першої ліги України сезонів 2014/15 та 2018/19. Найкращий бомбардир Другої ліги України сезонів 2012/13 та 2013/14.

## Життєпис
Станіслав Куліш народився у Дніпропетровську, де й почав займатися футболом спочатку у ДЮФШ «Дніпромайн», а згодом у системі дніпропетровського «Дніпра». Першими тренерами Куліша були Борис Подорожняк та Володимир Кузнецов. З 2007 року виступав у складі команди «Дніпро-75», спочатку в чемпіонаті області та аматорській першості України, а згодом і у чемпіонаті другої ліги. У 2010 році перейшов до лав аматорського клубу «Колос» з Чкалового, згодом захищав кольори нікопольського «Електрометалурга-НЗФ».
У сезоні 2011/12 повернувся до «Дніпра», однак пробитися до основи не зумів та виступав виключно у складі «Дніпра-2» в другій лізі.
Улітку 2012 року уклав угоду з дніпродзержинською «Сталлю». У першому ж сезоні Куліш став найкращим бомбардиром другої ліги, однак загалом клуб виступив доволі невдало. Наступного сезону Станіславу вдалося повторити своє досягнення, що допомогло команді вибороти «срібло» чемпіонату та здобути путівку до першої ліги. У травні 2015 року в поєдинку з «Тернополем» Куліш забив 100-й м'яч на професійному рівні. Того ж сезону «Сталі» вдалося здобути «срібло», а сам Станіслав став найкращим гравцем сезону першої ліги за версією ПФЛ та найрезультативнішим у змаганні голеадорів.
Улітку 2015 року перейшов до складу харківського «Металіста».
14 січня 2016 року офіційно став гравцем «Олександрії». 25 лютого 2016 року в переможному (6:0) домашньому поєдинку 19-го туру Прем'єр-ліги України проти луцької «Волині» оформив «покер» (Станіслав відзначався на 27, 70, 88, 90+2-ій хвилинах матчу).

## Статистика виступів
Статистичі дані наведено станом на 14 липня 2023 року
| Сезон                  | Команда                | Чемпіонат              | Чемпіонат | Чемпіонат | Кубок | Кубок | Кубок | Єврокубки | Єврокубки | Єврокубки | Інші кубки | Інші кубки | Інші кубки | Всього | Всього |
| Сезон                  | Команда                | Змаг.                  | Матчі     | Голи      | Змаг. | Матчі | Голи  | Змаг.     | Матчі     | Голи      | Змаг.      | Матчі      | Голи       | Матчі  | Голи   |
| ---------------------- | ---------------------- | ---------------------- | --------- | --------- | ----- | ----- | ----- | --------- | --------- | --------- | ---------- | ---------- | ---------- | ------ | ------ |
| 2008—2009              | «Дніпро-75»            | 2Л                     | 28        | 8         | КУ    | 1     | 0     | —         | —         | —         | —          | —          | —          | 29     | 9      |
| 2009—2010              | «Дніпро-75»            | 2Л                     | 15        | 6         | КУ    | 0     | 0     | —         | —         | —         | —          | —          | —          | 15     | 6      |
| Всього в «Дніпрі-75»   | Всього в «Дніпрі-75»   | Всього в «Дніпрі-75»   | 43        | 14        |       | 1     | 0     |           | 0         | 0         |            | 0          | 0          | 44     | 14     |
| 2011—2012              | «Дніпро-2»             | 2Л                     | 24        | 6         | КУ    | 0     | 0     | —         | —         | —         | —          | —          | —          | 24     | 6      |
| Всього в «Дніпрі-2»    | Всього в «Дніпрі-2»    | Всього в «Дніпрі-2»    | 24        | 6         |       | 0     | 0     |           | 0         | 0         |            | 0          | 0          | 24     | 6      |
| 2012—2013              | «Сталь» Днд            | 2Л                     | 31        | 29        | КУ    | 0     | 0     | —         | —         | —         | —          | —          | —          | 31     | 29     |
| 2013—2014              | «Сталь» Днд            | 2Л                     | 34        | 31        | КУ    | 2     | 1     | —         | —         | —         | —          | —          | —          | 36     | 32     |
| 2014—2015              | «Сталь» Днд            | 1Л                     | 29        | 21        | КУ    | 3     | 0     | —         | —         | —         | —          | —          | —          | 32     | 21     |
| Всього в «Сталі»       | Всього в «Сталі»       | Всього в «Сталі»       | 94        | 81        |       | 5     | 1     |           | 0         | 0         |            | 0          | 0          | 99     | 82     |
| 2015                   | «Металіст»             | ПЛ                     | 9         | 0         | КУ    | 1     | 0     | —         | —         | —         | —          | —          | —          | 10     | 0      |
| Всього в «Металісті»   | Всього в «Металісті»   | Всього в «Металісті»   | 9         | 0         |       | 1     | 0     |           | 0         | 0         |            | 0          | 0          | 10     | 0      |
| 2015—2016              | «Олександрія»          | ПЛ                     | 7         | 0         | КУ    | 3     | 0     | —         | —         | —         | —          | —          | —          | 10     | 0      |
| 2016—2017              | «Олександрія»          | ПЛ                     | 20        | 6         | КУ    | 1     | 0     | ЛЄ        | 2         | 0         | —          | —          | —          | 23     | 6      |
| 2017—2018              | «Олександрія»          | ПЛ                     | 11        | 1         | КУ    | 0     | 0     | ЛЄ        | 2         | 0         | —          | —          | —          | 13     | 1      |
| Всього в «Олександрії» | Всього в «Олександрії» | Всього в «Олександрії» | 38        | 7         |       | 4     | 0     |           | 4         | 0         |            | 0          | 0          | 46     | 7      |
| 2017—2018              | «Верес»                | ПЛ                     | 11        | 2         | КУ    | 0     | 0     | —         | —         | —         | —          | —          | —          | 11     | 2      |
| Всього у «Вересі»      | Всього у «Вересі»      | Всього у «Вересі»      | 11        | 2         |       | 0     | 0     |           | 0         | 0         |            | 0          | 0          | 11     | 2      |
| 2018—2019              | «Дніпро-1»             | 1Л                     | 22        | 17        | КУ    | 5     | 3     | —         | —         | —         | —          | —          | —          | 27     | 20     |
| 2019—2020              | «Дніпро-1»             | ПЛ                     | 13        | 2         | КУ    | 2     | 2     | —         | —         | —         | —          | —          | —          | 15     | 4      |
| Всього у «Дніпрі-1»    | Всього у «Дніпрі-1»    | Всього у «Дніпрі-1»    | 35        | 19        |       | 7     | 5     |           | 0         | 0         |            | 0          | 0          | 42     | 24     |
| 2019—2020              | «Волинь»               | 1Л                     | 8         | 1         | КУ    | —     | —     | —         | —         | —         | —          | —          | —          | 8      | 1      |
| Всього за «Волинь»     | Всього за «Волинь»     |                        | 8         | 1         |       | —     | —     |           | —         | —         |            | —          | —          | 8      | 1      |
| 2020—2021              | «Кремінь»              | 1Л                     | 12        | 1         | КУ    | 2     | 2     | —         | —         | —         | —          | —          | —          | 14     | 3      |
| Всього за «Кремінь»    | Всього за «Кремінь»    |                        | 12        | 1         |       | 2     | 2     |           | 0         | 0         |            | 0          | 0          | 14     | 3      |
| 2020—2021              | «ВПК-Агро»             | 1Л                     | 8         | 3         | КУ    | —     | —     | —         | —         | —         | —          | —          | —          | 8      | 3      |
| 2021—2022              | «ВПК-Агро»             | 1Л                     | 11        | 6         | КУ    | 2     | 3     | —         | —         | —         | —          | —          | —          | 13     | 9      |
| Всього за «ВПК-Агро»   | Всього за «ВПК-Агро»   |                        | 19        | 9         |       | 2     | 3     |           | 0         | 0         |            | 0          | 0          | 21     | 12     |
| 2022—2023              | «Скорук»               | 1Л                     | 3         | 0         | КУ    | —     | —     | —         | —         | —         | —          | —          | —          | 3      | 0      |
| Всього за кар'єру      | Всього за кар'єру      | Всього за кар'єру      | 296       | 140       |       | 22    | 11    |           | 4         | 0         |            | 0          | 0          | 322    | 151    |

УПЛ: 71 гра - 11 голів
Перша ліга: 93 гри - 49 голів
Друга ліга: 132 гри - 80 голів
а У статистичних даних на сайті ФФУ містяться деякі неточності, тому статистику наведено, спираючись на сайт ПФЛ та протоколи матчів на сайтах клубів.

## Досягнення
Командні досягнення
- Переможець першої ліги чемпіонату України (1): 2018/19
- Срібний призер першої ліги чемпіонату України (1): 2014/15
- Срібний призер другої ліги чемпіонату України (1): 2013/14

Індивідуальні досягнення
- Найкращий гравець першої ліги чемпіонату України (1): 2014/15
- Найкращий бомбардир першої ліги чемпіонату України (2): 2014/15, 2018/19
- Найкращий бомбардир другої ліги чемпіонату України (2): 2012/13, 2013/14